# Sammlung Alfred & Thekla Hess
Als Sammlung Alfred & Thekla Hess bzw. Sammlung Hess wird eine bedeutende Privatsammlung der Moderne bezeichnet, die insbesondere Kunstwerke des deutschen Expressionismus beinhaltete. Die Sammlung wurde durch den deutschen Industriellen Alfred Hess und dessen Ehefrau Thekla Hess nach dem Ende des Ersten Weltkrieges bis zum Tod des Ehemanns Ende 1931 zusammengestellt und bestand aus mehr als 4000 Werken, Gemälden, Grafiken, Aquarellen, Zeichnungen, Holzschnitten, Lithografien und Plastiken.

## Bestand

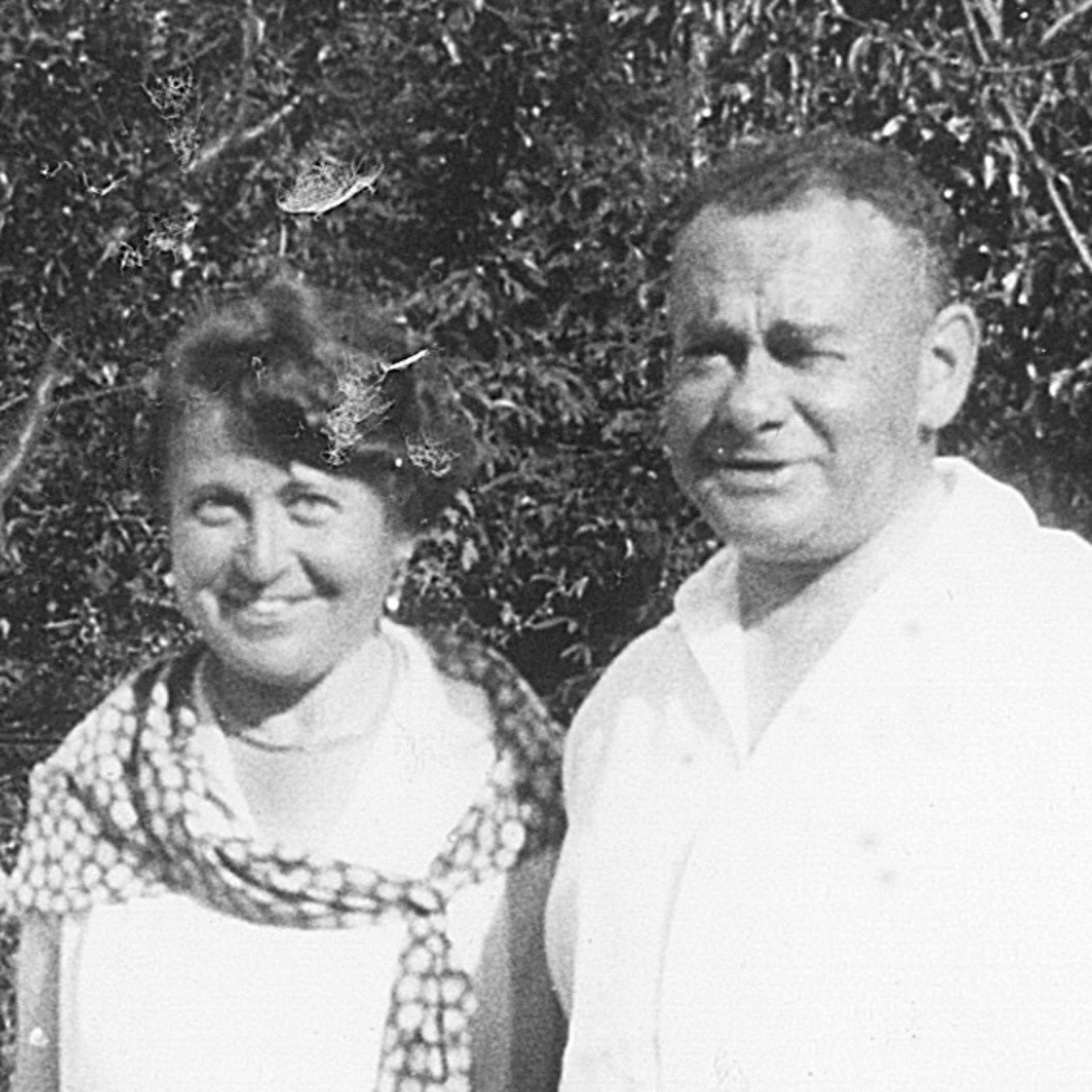
Das Ehepaar Thekla und Alfred Hess im Sommer 1928

Zur Sammlung zählten u. a. Werke von Umberto Boccioni, Heinrich Campendonk, Marc Chagall, Otto Dix, James Ensor, Lyonel Feininger, Erich Heckel, Wassili Kandinsky, Ernst Ludwig Kirchner, Paul Klee, Oskar Kokoschka, Wilhelm Lehmbruck, August Macke, Aristide Maillol, Franz Marc, Otto Mueller, Heinrich Nauen, Emil Nolde, Max Pechstein, Christian Rohlfs und Karl Schmidt-Rottluff. Die Sammlung enthielt u. a. das gesamte druckgraphische Werk Klees und das bis einschließlich 1931 kreierte druckgraphische Werk Feiningers und Lehmbrucks.
Als Berater dieser Zusammenstellung von Kunstwerken wirkten nacheinander die Kunsthistoriker und Museumsdirektoren Edwin Redslob, Walter Kaesbach und Herbert Kunze (in chronologischer Reihenfolge), aber auch weitere Berater wie Paul Westheim und Wilhelm Worringer.

## In der Sammlung enthaltene Werke (Auszug)
Die Tabelle umfasst nur einige bekannte Kunstwerke aus der Sammlung Alfred & Thekla Hess und ist unvollständig. Aus urheberrechtlichen Gründen können hier lediglich bestimmte Gemälde abgebildet werden; zu weiteren wurde extern verlinkt, soweit möglich. Für einige der nicht verlinkten Bilder finden sich online Entsprechungen hinsichtlich ihres Titels oder Motivs. Ob diese mit den Bildern aus der Sammlung identisch oder lediglich ähnlich sind, lässt sich an dieser Stelle nicht klären.
| Titel                                                      | Jahr         | Maltechnik                                      | Format                                                    |                            | Überlieferungsgeschichte, Verbleib |
| ---------------------------------------------------------- | ------------ | ----------------------------------------------- | --------------------------------------------------------- | -------------------------- | --- |
| Umberto Boccioni                                           |              |                                                 |                                                           |                            | |
| The Laugh                                                  | 1911         | Öl auf Leinwand                                 | 110,2 × 145,4 cm                                          | Link zum Bild              | vor 1924 verkauft; heute New York, Museum of Modern Art |
| Heinrich Campendonk                                        |              |                                                 |                                                           |                            | |
| Bild mit Tieren                                            | 1917         | Öl auf Leinwand                                 | 110,2 × 145,4 cm                                          | Link zum Bild              | seit 1955 in Düren, Leopold-Hoesch-Museum, 1999 restituiert und für das Museum zurückgekauft                                                                            |
| Hirtin mit Tieren                                          | um 1917      | Öl auf Leinwand                                 |                                                           |                            | 1951 vom Museum Abteiberg, Mönchengladbach erworben |
| Lyonel Feininger                                           |              |                                                 |                                                           |                            | |
| The Square / Behind the Church                             | 1916         | Öl auf Leinwand                                 | 73,5 × 90 cm                                              | Link zum Bild              | 1944 von der Leicester Museum & Art Gallery erworben |
| Barfüßerkirche in Erfurt I                                 | 1924         | Öl auf Leinwand                                 | 90 × 70 cm                                                | Link zum Bild              | 1963 von der Staatsgalerie Stuttgart erworben |
| Erich Heckel                                               |              |                                                 |                                                           |                            | |
| Wäscherei                                                  | 1909         | Aquarell                                        |                                                           | Link zum Bild              | 2003 bei Ketterer, München, versteigert |
| Paar                                                       | 1910         | Farb-Holzschnitt auf gelbem Papier              |                                                           | Link zum Bild              | 2014 bei Neumeister, München, versteigert |
| Frauen am Meer                                             | 1913         | Öl auf Leinwand                                 | 64 × 38,5 cm                                              | Link zum Bild              | seit 1952 Duisburg, Lehmbruck-Museum |
| Frau am Tisch (Siddi Heckel)                               | 1914         | Öl auf Leinwand                                 |                                                           | Link zum Bild              | |
| Verwundeter                                                | 1915         | Tinte auf Chamois-Papier                        | 42,8 × 33 cm                                              | Link zum Bild              | |
| Gästebuch Alfred u. Tekla Hess (Entwurf des Deckblatts)    | 1917         | Gouache                                         | 20 × 14 cm                                                | Link zum Bild              | |
| Gästebuch Alfred u. Tekla Hess (Entwurf des Deckblatts)    | 1917         | Aquarell auf Papier                             |                                                           | Link zum Bild              | |
| Gästebuch Alfred u. Tekla Hess (Endfassung des Deckblatts) | 1917         | Aquarell auf Papier                             |                                                           | Link zum Bild (PDF, S. 31) | |
| Sitzende Frau vorm Fenster (Siddi Heckel)                  | 1921         | Aquarell über Bleistift auf Karton              | 54,2 × 45,6 cm                                            | Link zum Bild              | Versteigert bei Ketterer, München, 2007 |
| Siddi Heckel und Maschka Mueller                           | frühe 1920er | Farbkreidezeichnung und Bleistift               | 15 × 11 cm                                                | Link zum Bild              | Versteigert bei Ketterer, München, 2020 |
| Alfred Hess (Porträt)                                      | 1923         | Aquarell auf Papier                             | 51 × 33 cm                                                | Link zum Bild              | Leihgabe aus Privatbesitz an die Leicester Museum & Art Gallery |
| Roter Reiter                                               | 1923         | Farbkreide über Tuschfeder auf leichtem Karton  | 14,2 × 9,1 cm                                             | Link zum Bild (PDF, S. 27) | |
| Pferde in der Schwemme                                     | 1927         | Tempera auf Leinwand                            |                                                           | Link zum Bild (PDF, S. 24) | |
| 2 Reiter zu Pferde                                         | 1927         | Farbkreide und Bleistift auf leichtem Karton    | 14,7 × 10,5 cm                                            | Link zum Bild (PDF, S. 25) | |
| Alfred Hess (Porträt)                                      | 1932         | Tempera auf Leinwand                            |                                                           | Link zum Bild              | Erfurt, Angermuseum |
| Wassili Kandinsky                                          |              |                                                 |                                                           |                            | |
| Komposition mit drei Kreisen                               | 19xx         | Aquarell                                        |                                                           |                            | |
| Behauptung                                                 | 19xx         | Aquarell                                        |                                                           |                            | |
| Ernst Ludwig Kirchner                                      |              |                                                 |                                                           |                            | |
| Drei Akte im Wald                                          | 1912         | Öl auf Nessel                                   | 51 × 50,4 cm                                              | Link zum Bild              | 2009 bei Van Ham, Köln, versteigert |
| Das Urteil des Paris                                       | 1913         | Öl auf Leinwand                                 | 113 × 91,5 cm                                             |                            | Ludwigshafen, Wilhelm-Hack-Museum, 2017 restituiert, für das Museum zurückgekauft                                                                                       |
| Badende auf Fehmarn (Rückseite des vorigen Gemäldes)       | 1913         | Öl auf Leinwand                                 | 113 × 91,5 cm                                             | Link zum Bild              | Ludwigshafen, Wilhelm-Hack-Museum, 2017 restituiert, für das Museum zurückgekauft                                                                                       |
| Berliner Straßenszene                                      | 1913         | Öl auf Karton                                   | 121 × 95 cm                                               |                            | seit 1980 in Berlin, Brücke-Museum, 2014 restituiert und versteigert, seither New York, Neue Galerie                                                                    |
| Haus auf Fehmarn                                           | 1908         | Öl auf Leinwand                                 |                                                           |                            | |
| Leipziger Straße mit elektrischer Straßenbahn              | 1914         | Öl und Mischtechnik auf Leinwand                | 71,5 × 87 cm                                              |                            | erworben 1981 vom Museum Folkwang, Essen |
| Oskar Kokoschka                                            |              |                                                 |                                                           |                            | |
| Liegende Frau                                              | 1917         | Aquarell                                        |                                                           |                            | |
| Franz Marc                                                 |              |                                                 |                                                           |                            | |
| Badende Frauen (Aktkomposition II)                         | 1909         | Tempera auf Karton                              | 63 × 52,5 cm                                              | Link zum Bild              | 1963 erworben vom Land Berlin, bis 1968 Galerie des 20. Jahrhunderts, seit 1968 als Dauerleihgabe des Landes Berlin in der Nationalgalerie, Staatliche Museen zu Berlin |
| Die kleinen blauen Pferde                                  | 1910         | Öl auf Leinwand                                 | 61,5 × 101 cm                                             |                            | 1978 für die Staatsgalerie Stuttgart erworben |
| Kinderbild (Katze hinter einem Baum)                       | 1911         | Öl auf Leinwand                                 | 70,8 × 50,5 cm                                            |                            | bis 2009 Hannover, Sprengel-Museum, dann restituiert, 2014 bei Christie’s London versteigert                                                                            |
| Der Hirte                                                  | 1911         | Öl auf Leinwand                                 | 84 × 88 cm                                                |                            | seit 1948 New York, Solomon R. Guggenheim Museum |
| Grüner Stier                                               | 19xx         | Öl auf Leinwand                                 |                                                           |                            | |
| Kühe (gelb, rot, grün)                                     | 1911         | Öl auf Leinwand                                 | 62 × 87,5 cm                                              |                            | 1960 für das Lenbachhaus, München, erworben |
| Rote Frau                                                  | 1912         | Öl auf Leinwand                                 | 100,5 × 70 cm                                             |                            | 1944 von der Leicester Museum & Art Gallery erworben |
| Otto Mueller                                               |              |                                                 |                                                           |                            | |
| Waldlandschaft                                             | ca. 1924     | Farblithografie                                 | 35 × 27 cm                                                |                            | 2023 bei Christie’s versteigert |
| Emil Nolde                                                 |              |                                                 |                                                           |                            | |
| Head with Red-Black Hair                                   | 1910         | Aquarell                                        | 40,25 × 32 cm                                             | Link zum Bild              | 1944 von der Leicester Museum & Art Gallery erworben |
| Blue & Violet Flowers                                      | 1916         | Öl auf Sackleinen                               | 66,6 × 84,5 cm                                            | Link zum Bild              | seit 1956 in New York, Museum of Modern Art |
| Stillleben mit Reiterfigur                                 | 1919         | Öl auf Leinwand                                 | 84 × 53,5 cm                                              | Link zum Bild (PDF, S. 1)  | 1962 erworben für das Landesmuseum Oldenburg |
| Max Pechstein                                              |              |                                                 |                                                           |                            | |
| Palau-Triptychon                                           | 1917         | Öl auf Leinwand                                 | 119 × 176 cm (Mittelteil); 119 × 91 cm (je Seitenteil)    | Link zum Bild              | Ludwigshafen, Wilhelm-Hack-Museum |
| Bucht von Monterosso (Triptychon)                          | 1917         | Öl auf Leinwand                                 | 72,1 × 80,6 cm (Mittelteil); 72,1 × 80 cm (je Seitenteil) | Link zum Bild              | seit 1983 im Saint Louis Art Museum |
| Der Raucher (Porträt Alfred Hess)                          | 1919         | Aquarell und Tuschfederzeichnung über Bleistift | 41,5 × 32 cm                                              | Link zum Bild              | 2016 bei Ketterer, München, versteigert |
| Alfred Hess (Porträt)                                      | 1919         | Holzschnitt, Tinte auf Papier                   | 34 × 44,5 cm                                              | Link zum Bild              | Leihgabe aus Privatbesitz an die Leicester Museum & Art Gallery |
| Zirkusszene                                                | 1920         | Aquarell und Tusche auf Papier                  | 28,5 × 22,5 cm                                            | Link zum Bild              | 2015 bei Karl & Faber, München, versteigert |
| Zirkusvorstellung                                          | 1920         | Tuschfederzeichnung auf Papier                  | 28,5 × 22,5 cm                                            | Link zum Bild              | 2019 bei Ketterer, München, versteigert |
| Karl Schmidt-Rottluff                                      |              |                                                 |                                                           |                            | |
| Zwei Frauen (Frauen im Grünen)                             | 1914         | Öl auf Leinwand                                 | 101,5 × 87 cm                                             | Link zum Bild              | seit 1947 Wuppertal, Von der Heydt-Museum |
| Akt                                                        | 1914         | Öl auf Leinwand                                 | 90,5 × 76 cm                                              | Link zum Bild              | 1999 für die Neue Galerie, New York erworben, 2016 restituiert und für das Museum zurückgekauft                                                                         |

## Ausstellung in der Villa Hess

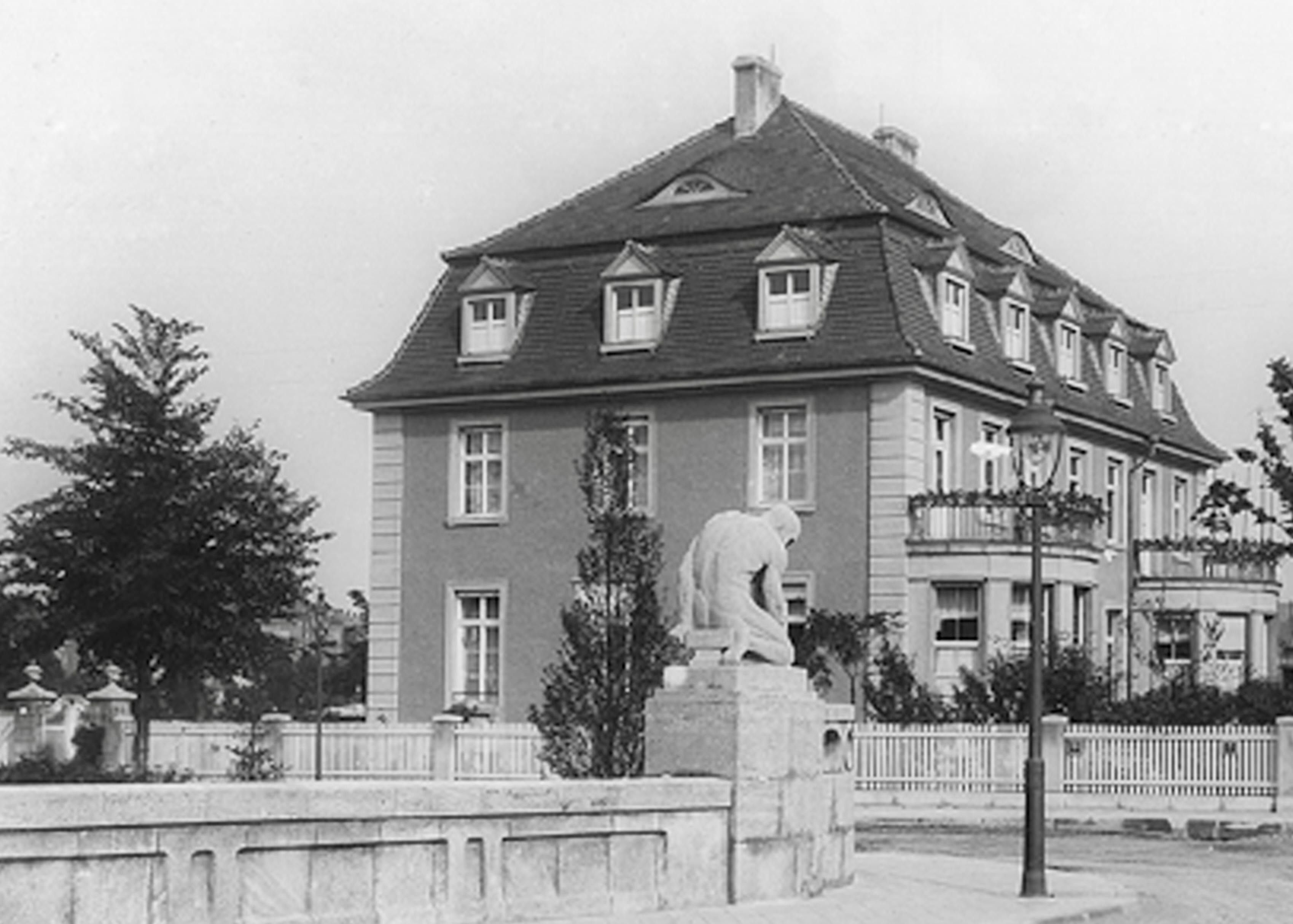
Villa Hess, um 1920

Eine Vielzahl von Werken aus der Sammlung Hess war in der zweigeschossigen Villa Hess in der Richard-Breslau-Straße 14 an der Ecke zur Hohenzollernstraße (heute: Alfred-Hess-Straße) in Erfurt-Brühlervorstadt in stetig wechselnder Folge ausgestellt. Die Villa Hess galt daher während der Zeit der Weimarer Republik reichsweit als der zentrale und einzige Ort, an dem man den deutschen Expressionismus in solcher Vielfalt und Menge bewundern und studieren konnte. Davon machten vor allem Studierende der Kunstgeschichte mit ihren Professoren aus umliegenden Hochschulorten, aber auch die zahlreichen Hausgäste des Ehepaars Gebrauch. Der ehemalige Reichskunstwart Edwin Redslob bezeichnete die Sammlung Hess als „die wohl beste Sammlung deutscher Expressionisten, die es je gegeben hat“.

## Nachlass
Haupterbe von Alfred Hess war dessen Ehefrau Thekla, geb. Pauson. Diese lehnte das Erbe jedoch ab, um es dem gemeinsamen einzigen Kind, Hans Hess, schneller zukommen zu lassen. In der Folge avancierte sie zur Verwalterin der Kunstsammlung.
Nach heutiger Einschätzung durch Kunsthistoriker und Provenienzforscher war die Sammlung Hess bis zur Abtretung der Macht an die Nationalsozialisten  weitestgehend erhalten.

## Weltwirtschaftskrise, Zeit des Nationalsozialismus

Der Kölnische Kunstverein unter Direktor Walter Klug (1873–1952) war während der NS-Zeit Schauplatz von Veruntreuung und Diebstählen eingelagerter Kunstwerke aus der Sammlung Hess durch Mitarbeiter

Während der Zeit des Nationalsozialismus wurden seitens Thekla Hess einige Teile der Sammlung veräußert, als Leihgabe Galerien und Museen für Ausstellungen im In- und Ausland zur Verfügung gestellt sowie treuhänderisch im In- und Ausland gelagert. Ausweislich eines Gerichtsverfahrens nach dem Ende des Zweiten Weltkrieges waren einige der Kunstwerke aus der Sammlung Hess während der NS-Zeit durch Mitarbeiter des Kölnischen Kunstvereins gestohlen worden, um sich persönlich zu bereichern, ein Tatbestand, der während des Kölner Kunstfälscherprozesses 1949/50 aufgedeckt wurde.
Thekla Hess hatte einige Kunstwerke zur Kommission an Galerien übergeben, um sie auf diesem Weg zum Verkauf anzubieten. Grund dafür war, dass Mutter und Sohn das unter der Weltwirtschaftskrise leidende Unternehmen Maier & Louis Hess bis 1933 erfolgreich saniert hatten, dafür aber einen Großteil des Vermögens aus dem Erbe des Ehemanns bzw. Vaters eingebüßt hatten. Hans Hess nahm nacheinander gut dotierte Beschäftigungsverhältnisse im Berliner Ullstein-Verlag und nach NS-bedingter Flucht im September 1933 in Paris wahr; er emigrierte 1935 ins Vereinigte Königreich, während seine Mutter Thekla u. a. laufende Kosten für die sichere Verpackung, den Spezialversand etlicher Kunstwerke als Leihgaben für Ausstellungen ins In- und Ausland, Lagerkosten sowie Reisetätigkeit zu tragen hatte. In Großbritannien war Hans Hess zunächst nur gering bezahlt tätig und später als Enemy Alien interniert, teilweise in Kanada.
Werke aus der Kunstsammlung des Alfred und der Thekla Hess sind während der NS-Zeit auf unterschiedlichen Wegen ins Ausland gelangt, beispielsweise auf Veranlassung von Thekla Hess durch Spedition ins Vereinigte Königreich, wo sie wegen der Ausfuhr- und Devisenbestimmungen und die erhobene Reichsfluchtsteuer zur fiskalischen Ausplünderung der Juden nur durch glückliche Umstände eintrafen, und durch deren Bruder Stefan Pauson (1887–1964). Ende 1945 richtete Thekla Hess ein Schreiben an das Ehepaar Julia und Lyonel Feininger, in dem sie mitteilte, dass mehrere Werke von Lyonel Feininger aus der Sammlung in die Vereinigten Staaten gelangt sind.

## Restitution
Im März 1951 wurden lediglich sechs Werke aus der Sammlung durch den Kölnischen Kunstverein zurückerstattet. Im Rahmen der so genannten Wiedergutmachung stellte Hans Hess ab dem Jahr 1955 mehrere Anträge, in denen er Entschädigungsansprüche für verlorengegangene Gemälde und Grafiken aus der Sammlung des Alfred und der Thekla Hess geltend machte. Während dieser Phase entschlossen sich Thekla Hess und ihr Sohn Hans, den für die Kunstsammlung relevanten und interessantesten Teil des Gästebuches der Villa Hess in Deutschland zu veröffentlichen. Das Wiedergutmachungsverfahren wurde 1961 mit einem Vergleich beendet, der eine Ausgleichs- bzw. Kompensationszahlung in Höhe von 75.000 DM vorsah.
Ende 1998 wurde die Washingtoner Erklärung verabschiedet, eine Selbstverpflichtung, der sich die Bundesrepublik Deutschland mit der „Erklärung der Bundesregierung, der Länder und der kommunalen Spitzenverbände zur Auffindung und zur Rückgabe NS-verfolgungsbedingt entzogenen Kulturgutes, insbesondere aus jüdischem Besitz“ im Jahr 1999 angeschlossen hat. Seit etwa dem Jahr 2000 werden wiederholt Restitutionsansprüche für Kunstwerke aus der ehemaligen Sammlung Hess geltend gemacht, die teils auf dem Kunstmarkt angeboten werden und teils zum Bestand deutscher Museen zählen. Die bislang erfolgten Rückerstattungen sind teilweise umstritten (siehe: Causa Kirchner), in anderen Fällen erfolgten Einigungen.

## Bekannte öffentliche Ausstellungen im In- und Ausland (Auszug)
- Städtisches Museum Erfurt: Kunstwerke aus der Sammlung Alfred & Thekla Hess wurden als Leihgaben in diversen Ausstellungen gezeigt, 1920er und 1930er Jahre
- Kunsthalle Basel: Ausstellung Moderne deutsche Malerei aus Privatbesitz, 7. bis 29. Oktober 1933
- Kunsthaus Zürich: Ausstellung Neue deutsche Malerei, 21. Juni bis 15. Juli 1934
- Kölnischer Kunstverein: Emil Nolde-Ausstellung, Frühjahr 1935[30]
- Kestner-Gesellschaft, Hannover: Franz Marc Gedächtnisausstellung (anlässlich des 20. Todestages), 4. März bis 19. April 1936
- Kölnischer Kunstverein: Franz Marc (geplant), September 1936, durch die Reichskammer der Bildenden Künste (Reichskunstkammer) verboten
- New Burlington Galleries, London: Exhibition of 20th century German art, 7. Juli bis 27. August 1938[51][52]
- City Art Museum, Leicester: Mid-European Art, 5. bis 27. Februar 1944[21]
- Städtisches Museum Wuppertal: Ausstellung expressionistischer Malerei, 10. Mai bis 8. Juni 1947
- Museum Folkwang, Essen: Ausstellung Karl Schmidt-Rottluff. Gemälde, Aquarelle, Graphik, 12. Januar bis 8. März 1964

## Medien
Hörfunk
- Alfred Hess – Ein jüdischer Kunstmäzen aus Erfurt, Hörfunkbeitrag des Deutschlandfunks vom 15. Dezember 2021, 8:42 Minuten. In: Deutschlandfunk, auf: deutschlandfunkkultur.de

Fernsehen
- Familie Hess, Fernsehbeitrag des Bayerischen Rundfunks vom 8. Februar 2024, 9:43 Minuten. In: ARD-Mediathek, auf: ardmediathek.de